# Херберт Розенфелд
Херберт Александер Розенфелд (на немски: Herbert Alexander Rosenfeld) е немски психиатър и психоаналитик, последовател на Мелани Клайн и водещ аналитик в психоаналитичното лечение на психози.

## Биография
Роден е на 2 юли 1910 година в Нюрнберг, Германия. Розенфелд има интерес към психология и хуманитарни науки още от началото на своята младост. Въпреки че баща му иска да го види като наследник на семейния бизнес, той решава да учи медицина, като учи в различни немски университети в Мюнхен през 1934 г. Поради Нюрнбергските закони не му разрешават да лекува арийски пациенти, затова емигрира през 1935 г. в Англия.
Умира на 29 ноември 1986 година в Лондон на 76-годишна възраст.